# The Player (documentaire)
The Player is een documentaire uit 2009 van documentairemaker John Appel. Hierin onderzoekt Appel wat gokkers beweegt en waarom zij hun verslaving zo moeilijk onder controle kunnen krijgen.  Geïnspireerd door het avontuurlijke maar ook tragische leven van zijn vader, gaat hij in deze documentaire op zoek naar de ware aard van de speler. Aan de hand van portretten van een bookmaker bij de paardenkoersen, een pokerspeler en een gevangengenomen rasoplichter, die zich ieder de kunst van het winnen én verliezen eigen hebben gemaakt, schetst John Appel een psychologisch portret van zijn vader, die niet slechts een gewone gokker was, maar een echte speler.